# Mark Hart
Mark G Hart (Fort Scott, Kansas, Estados Unidos, 2 de julio de 1953) es un músico, multiinstrumentista y productor estadounidense más conocido por ser miembro de los grupos Supertramp y Crowded House. Además de tocar como miembro de ambos grupos y como músico de sesión, Hart ha compuesto música cinematográfica y trabaja como productor. 

## Biografía
Mark Hart nació el 2 de julio de 1953 y creció en Fort Scott (Kansas). Desde los siete años de edad, Hart recibió lecciones de piano seguidas de lecciones de guitarra varios años después. En el colegio, Hart estudió música clásica, y después trabajó como músico de sesión con varios artistas. En 1982 formó Combonation, que publicó su primer álbum en 1984 con Warner Bros. Records. En el álbum, Hart cantó y tocó la guitarra y los teclados. 
Hart comenzó su asociación con el grupo británico Supertramp en 1986, al principio como músico de sesión y de gira. Tocó la guitarra, los teclados y aportó los coros en el álbum Free as a Bird, publicado en octubre de 1987.
Hart también compartió el mismo representante con el grupo Crowded House, quien le sugirió que sustituyera al teclista Eddie Rayner después de que el grupo tuviese dificultades trabajando con él. En 1991 Hart contribuyó a Woodface como músico de sesión, uniéndose después al grupo como miembro de gira cuando lo abandonó Tim Finn. En 1993, Hart fue acreditado como miembro de pleno derecho en el álbum Together Alone. Se mantuvo como miembro del grupo después de que el batería Paul Hester lo abandonara, y aparece con los miembros fundadores Neil Finn y Nick Seymour en las fotografías de Recurring Dream, recopilatorio de 1996. Hart tocó con la banda durante su concierto de despedida en el Sydney Opera House en noviembre de 1996, conocido como Farewell to the World.
En 1993, Hart contribuyó al álbum debut de Ceremony, Hangg Out Your Poetry, tocando varios instrumentos musicales y componiendo algunas canciones. El mismo año, Tim Feinn publicó su primer álbum en solitario, Before & After, en el que apareció Hart tocando la guitarra.
En 2002, Hart publicó su primer álbum en solitario, Nada Sonata, y compuso música cinematográfica para las películas Life Among the Cannibals y Mockingbird Don't Sing, ambas dirigidas por Harry Bromley Davenport.
En enero de 2007, Neil Finn anunció la reformación de Crowded House con Hart, Nick Seymour y un nuevo batería, Matt Sherrod. El grupo publicó un nuevo álbum, Time on Earth, y se embarcó en una gira de un año de duración. El álbum fue planeado en un inicio como el tercer disco en solitario de Finn, pero fue reconvertido en un trabajo de Crowded House al final de las sesiones. Como resultado, Hart solo contribuyó con cuatro canciones al nuevo álbum. Tanto él como Sherrod contribuyeron en mayor medida a Intriguer, el siguiente trabajo del grupo, publicado en junio de 2010.

## Discografía
| Year | Title        | Label       |
| ---- | ------------ | ----------- |
| 2009 | Nada Sonata  | PSB Records |
| 2014 | The Backroom | PSB Records |